# エリオット・イーストン
エリオット・イーストン（Elliot Easton、1953年12月18日 - ）は、アメリカのミュージシャン、ギタリスト、シンガー、ソングライター。カーズでリードギターを弾き、バック・ボーカルを歌っており、彼のギター・ソロはバンドの音楽における不可欠な部分となっている。イーストンはソロ・アーティストとしても音楽を録音しており、他のバンドでも演奏している。2018年、イーストンはカーズのメンバーとしてロックの殿堂入りを果たした。

## 略歴
イーストンはバークリー音楽大学で音楽を学んだ。左利きのギタリストである。
イーストンはカーズの創設メンバーであり、リード・ギタリストであった。バンドは1976年に結成された。そのデビュー・アルバム『錯乱のドライヴ/カーズ登場』（1978年）には、ヒット シングル「燃える欲望 (Just What I Needed)」が収録されていた。バンドは、1988年に解散するまでの9年間で、さらに5枚のアルバムをリリースし続けた。イーストンはバンドの最年少メンバーであった。
イーストンは、ジュールズ・シアーと共作した曲をフィーチャーした1枚のソロ・アルバム『チェンジ・ノー・チェンジ』（1985年）をリリースした。1枚のシングル「(Wearing Down) Like a Wheel」がリリースされ、ロック・チャートでは適度なヒットとなった。
1990年代半ば、イーストンはエイミー・リグビーの最初の2枚のアルバムをプロデュースし、演奏も行った。彼はジュールズ・シアーの1994年のアルバム『ヒーリング・ボーンズ』のリード・ギタリストも務めた。
その後、イーストンはクリーデンス・クリアウォーター・リヴィジテッドに参加した。
イーストンは、オリジナル・カーズのキーボーディストであるグレッグ・ホークス、シンガーソングライターのトッド・ラングレン、元ユートピアのベーシスト/ボーカリストのカジム・サルトン、チューブスのドラマーであるプレイリー・プリンスと共に、ニュー・カーズのメンバーを務めた。2006年6月、バンドは3曲の新しいスタジオ・トラックを含むライブ・アルバム『It's Alive!』をリリースした。
イーストンは、クリック・ファイヴの曲「Angel To You (Devil To Me)」でフィーチャーされ、ソロを演奏した。
2010年、イーストンは生き残ったカーズのオリジナル・メンバーと再結成し、24年ぶりのアルバム『ムーヴ・ライク・ディス』をレコーディングした。アルバムは2011年にリリースされ、バンドはそれをサポートするためにツアーを行った。
イーストンは次に、2014年に結成されたスーパーグループであるジ・エンプティ・ハーツの創設メンバーとなった。バンドには、チェスターフィールド・キングスのベーシストのアンディ・バビューク、ブロンディのドラマーのクレム・バーク、ロマンティックスのギタリスト兼ボーカリストのウォーリー・パーマー、フェイセズのピアニストのイアン・マクレガンも含まれていた。
ガンズ・アンド・ローゼズとヴェルヴェット・リヴォルヴァーのギタリストであるスラッシュは、イーストンを彼の音楽的影響の1つとして挙げており、イーストンの簡潔でメロディアスなソロを称賛している。
2018年、イーストンはカーズのメンバーとしてロックの殿堂入りを果たした。

## ギブソン・ギター・シグネチャー・モデル
2013年、ギブソン・ギター・カンパニーは、エリオット・イーストン「ティキバード」ファイヤーバード・ギターを発売した。

## 私生活
イーストンは二度結婚している。2018年現在、彼はジル・イーストンと結婚している。彼には、最初の結婚で生まれた娘シドニーがいる。カリフォルニア州ベルキャニオンに暮らしている。

## ディスコグラフィ

### スタジオ・アルバム
- 『チェンジ・ノー・チェンジ』 - Change No Change (1985年、Elektra) ※全米99位[20]
- Easton Island (2013年) ※Elliot Easton's Tiki Gods名義

### シングル
- "(Wearing Down) Like a Wheel" (1985年、Elektra)
- "Shayla" (1985年、Elektra)
- "Tools of Your Labor" (1985年)
- "Monte Carlo Nights" (1995年) ※Elliot Easton's Tiki Gods名義

### カーズ
- 『錯乱のドライヴ/カーズ登場』 - The Cars (1978年、Elektra)
- 『キャンディ・オーに捧ぐ』 - Candy-O (1979年、Elektra)
- 『パノラマ』 - Panorama (1980年、Elektra)
- 『シェイク・イット・アップ』 - Shake It Up (1981年、Elektra)
- 『ハートビート・シティ』 - Heartbeat City (1984年、Elektra)
- 『ドア・トゥ・ドア』 - Door To Door (1987年、Elektra)
- 『ムーヴ・ライク・ディス』 - Move Like This (2011年、Hear Music)

### 参加アルバム
- ベンジャミン・オール : 『ザ・レース』 - The Lace (1986年、Elektra)[21]